# Rollinsford
Rollinsford és una població dels Estats Units a l'estat de Nou Hampshire. Segons el cens del 2007 tenia 2.642 habitants.

## Història
El 1668 fou atacada pels indis Abnakis quan els anglesos destruïren la casa de Jean Vincent de l'Abbadie, baró de Saint Castin, que havia fet un port d'exportació de pells a Castine (Maine).

## Demografia
Segons el cens del 2000, Rollinsford tenia 2.648 habitants, 1.033 habitatges, i 721 famílies. La densitat de població era de 140,2 habitants per km².
Dels 1.033 habitatges en un 34,1% hi vivien nens de menys de 18 anys, en un 58,4% hi vivien parelles casades, en un 7,6% dones solteres, i en un 30,2% no eren unitats familiars. En el 22,3% dels habitatges hi vivien persones soles el 8,4% de les quals corresponia a persones de 65 anys o més que vivien soles. El nombre mitjà de persones vivint en cada habitatge era de 2,56 i el nombre mitjà de persones que vivien en cada família era de 3,03.
Per edats la població es repartia de la següent manera: un 25,2% tenia menys de 18 anys, un 6,9% entre 18 i 24, un 33% entre 25 i 44, un 22,5% de 45 a 60 i un 12,3% 65 anys o més.
L'edat mediana era de 37 anys. Per cada 100 dones de 18 o més anys hi havia 95,1 homes.
La renda mediana per habitatge era de 48.588$ i la renda mediana per família de 60.625$. Els homes tenien una renda mediana de 37.750$ mentre que les dones 26.068$. La renda per capita de la població era de 24.444$. Entorn del 2,6% de les famílies i el 3,7% de la població estaven per davall del llindar de pobresa.